# الفترة المصرية الانتقالية الثالثة
الفترة الانتقالية الثالثة لمصر القديمة بدأت بوفاة الفرعون رمسيس الحادي عشر عام 1070 قبل الميلاد، وبذلك قد انتهت المملكة الحديثة، وأعقبها العصر المتأخر. تُطرح نقاط مختلفة كبداية للعصر المتأخر، لكن غالبًا ما يُنظر إلى تاريخ بدايته على أنه يرجع إلى تأسيس الأسرة السادسة والعشرين على يد بسماتيك الأول عام 664 قبل الميلاد، وبعد ترحيل حكام كوش النوبيين من الأسرة الخامسة والعشرين على يد الأشوريين تحت حكم الملك آشوربانيبال. وجرت صياغة مفهوم «الفترة الانتقالية الثالثة» في عام 1978 من قبل عالم المصريات البريطاني كينيث كيتشن.
كانت تلك المرحلة فترة تدهور وعدم استقرار سياسي، تزامنت مع انهيار العصر البرونزي المتأخر للحضارات في الشرق الأدنى القديم وشرق البحر الأبيض المتوسط (بما في ذلك العصور المظلمة اليونانية). وتميزت بتقسيم الدولة لمعظم هذه الفترة والغزو والحكم من قبل المصريين غير الأصليين.

## التاريخ

### الأسرة الحادية والعشرون
تتميز فترة الأسرة الحادية والعشرين بتفكك الملكية في البلاد. وخلال عهد رمسيس الحادي عشر، كانت الأسرة العشرين في مصر تفقد قبضتها على مدينة طيبة، التي أصبح كهنتها يزدادون نفوذًا. وبعد وفاة رمسيس الحادي عشر، حكم خليفته، سمندس الأول، من مدينة تانيس، لكن نفوذه اقتصر في الغالب فقط على مصر السفلى، التي كان يسيطر عليها. وفي غضون ذلك، حكم كبار كهنة آمون في طيبة وسط وصعيد مصر في كل شيء، إلا اسميًا. ومع ذلك، كان هذا التقسيم أقل أهمية مما يبدو، لأن الكهنة والفراعنة ينتمون إلى نفس العائلة.

### الأسرتان الثانية والعشرون والثالثة والعشرون
جرى توحيد البلاد بقوة من قبل الأسرة الثانية والعشرين التي أسسها شيشنق الأول في عام 945 قبل الميلاد (أو 943 قبل الميلاد)، وينحدر شيشنق من المهاجرين المشواش، وتعود أصولهم إلى ليبيا القديمة. وبذلك عم الاستقرار البلاد لأكثر من قرن، ولكن بعد عهد أوسوركون الثاني، على وجه الخصوص، انقسمت البلاد فعليًا إلى دولتين، حيث سيطر شيشنق الثالث من الأسرة الثانية والعشرين على مصر السفلى بحلول عام 818 قبل الميلاد، بينما حكم تاكيلوت الثاني و ابنه أوسوركون (أوسوركون الثالث المستقبلي) مصر الوسطى والعليا. وفي طيبة اجتاحت المدينة حرب أهلية، حرضت قوات بيدوباست الأول، الذي نصب نفسه فرعونًا، ضد السلالة الحاكمة لتاكيلوت الثاني\أوسوركون بي. اصطدم الطرفان باستمرار ولم يُحل النزاع إلا في العام 39 من عهد شيشنق الثالث عندما هزم أوسوركون بي أعدائه بشكل نهائي. وشرع بتأسيس الأسرة المصرية الثالثة والعشرين في صعيد مصر من أسرة أوسوركون الثالث - تاكيلوت الثالث - رودامون، لكن هذه المملكة سرعان ما تفككت بعد وفاة رودامون، مع ظهور دول المدن المحلية تحت حكم ملوك مثل بفتجاويباست من هيراكليوبولس، ونيملوت من هرموبوليس، وإني في طيبة.

### الأسرة الرابعة والعشرون
كان هذا الانقسام وما تبعه من عدم الاستقرار السياسي في صالح المملكة النوبية بشكل كامل. قبل حملة بعنخي التي استمرت 20 عامًا في مصر، كان الحاكم النوبي السابق – كاشتا - قد وسع بالفعل نفوذ مملكته إلى طيبة عندما أجبر شبنؤبت، المتعبدة الإلهية الخادمة لآمون وأخت تاكيلوت الثالث، على تبني ابنته أماني ريديس، لتكون هي الخليفة. ثم بعد 20 عامًا، نحو عام 732 قبل الميلاد، اتجه خليفته، بعنخي، شمالًا وهزم القوة المشتركة للعديد من الحكام المصريين الأصليين: بفتجاويباست، وأوسوركون الرابع من تانيس، ويوبوت الثاني من ليونتوبوليس، وتف ناخت من سايس.

### الأسرة الخامسة والعشرون
أسس بعنخي الأسرة الخامسة والعشرين وعين الحكام المهزومين حكام مقاطعات له. وخلفه في البداية أخوه شباكا ثم ابناه شبتكو وطهارقة. كانت إمبراطورية وادي النيل للأسرة الخامسة والعشرين التي جرى توحيدها كبيرة، مثلما كانت منذ الدولة الحديثة. وبدأ فراعنة الأسرة الحاكمة، ومن بينهم طهارقة، ببناء أو ترميم المعابد والآثار في جميع أنحاء وادي النيل، بما في ذلك ممفيس والكرنك وكوة وجبل البركل. انتهت الأسرة الخامسة والعشرون بتراجع حكامها إلى موطنهم الروحي في مدينة نبتة. وهناك (في الكرو ونوري) دفن جميع فراعنة الأسرة الخامسة والعشرين تحت الأهرامات الأولى التي شُيدت في وادي النيل عبر مئات السنين. أفضت السلالة النبتية عن مملكة كوش التي ازدهرت في نبتة ومروي حتى القرن الثاني الميلادي على الأقل.
كانت المكانة الدولية لمصر قد تراجعت بشكل كبير بحلول هذا الوقت. وكان الحلفاء الدوليون للبلاد قد سقطوا بقوة تحت نفوذ آشور، ومنذ نحو 700 قبل الميلاد أصبح السؤال هو متى ستقوم حرب بين الدولتين، كما أدرك آسرحدون أن غزو مصر السفلى كان ضروريًا لحماية مصالح الآشوريين في بلاد الشام.
على الرغم من حجم مصر وثروتها، كان لدى آشور كمية أكبر من الأخشاب، بينما كانت مصر تعاني من نقص مزمن، ما سمح لآشور بإنتاج المزيد من الفحم اللازم لصهر الحديد، وبالتالي منح آشور قدرًا أكبر من الأسلحة الحديدية. وقد أصبح هذا التفاوت حرجًا خلال الغزوات الآشورية لمصر خلال الفترة 670-663 قبل الميلاد. ونتيجة لذلك، كان عهد الفرعون طهارقة، وعهد خليفته تنوت أماني، مليئين بالصراع المستمر مع الآشوريين. وفي عام 664 قبل الميلاد وجه الآشوريون ضربة قاتلة، إذ نهبوا طيبة وممفيس. وبعد هذه الأحداث، وبدءًا من عهد أتلانيرسا، لم يحكم أي حاكم كوشي مصر مرة أخرى.

### نهاية الفترة الانتقالية الثالثة
ظل صعيد مصر لفترة من الوقت تحت حكم طهارقة وتنوت أماني، بينما حكمت مصر السفلى من عام 664 قبل الميلاد من قبل الأسرة السادسة والعشرين الوليدة، التي أسسها الآشوريون. في عام 663 قبل الميلاد، شن تنوت أماني غزوًا واسع النطاق على مصر السفلى، حيث استولى على ممفيس في أبريل من ذلك العام، ما أسفر عن مقتل نخاو الأول من سايس في هذه العملية، إذ ظل نخاو مخلصًا لآشوربانيبال. بالكاد كان لدى تنوت أماني الوقت الكافي لاستسلام بعض ملوك الدلتا وطرد الآشوريين المتبقين حتى عاد جيش كبير بقيادة آشوربانيبال وابن نخاو بسماتيك الأول. هُزِمَ تنوت أماني شمال ممفيس ونُهبت طيبة تمامًا بعد فترة وجيزة. انسحب الملك الكوشي إلى النوبة بينما تضاءل النفوذ الآشوري في صعيد مصر. أضعفت طيبة بشكل دائم بسبب عملية النهب، واستسلمت بسلام لأسطول بسماتيك في 656 قبل الميلاد. ولتأكيد سلطته، وضع بسماتيك ابنته في موقع لتكون المتعبدة الإلهية المستقبلية لآمون، وبالتالي أيضًا قدم الطاعة لكهنوت آمون ووحد مصر بشكل فعال. لم يكن أتلانيرسا، خليفة تنوت أماني، في وضع يسمح له بمحاولة إعادة احتلال مصر، حيث آمن بسماتيك أيضًا الحدود الجنوبية في إلفنتين وربما أرسل حملة عسكرية إلى نبتة. وفي الوقت نفسه، تمكن بسماتيك من تحرير نفسه من التبعية الآشورية بينما ظل على علاقة طيبة مع آشوربانيبال، ربما بسبب التمرد المستمر في بابل. ومن خلال القيام بذلك، جلب مزيدًا من الاستقرار إلى البلاد خلال فترة حكمه التي استمرت 54 عامًا من مدينة سايس.
واصل أربعة ملوك متعاقبين من سايس حمل مصر إلى فترة أخرى من السلام والازدهار منذ عام 610 حتى عام 525 قبل الميلاد. ولسوء حظ هذه السلالة، كانت هناك قوة جديدة تنمو في الشرق الأدنى - الإمبراطورية الأخمينية في بلاد فارس. حكم الفرعون بسماتيك الثالث بعد والده أحمس الثاني لمدة 6 أشهر فقط قبل أن يواجه الإمبراطورية الفارسية في الفرما. كان الفرس قد احتلوا بابل بالفعل ولم تكن مصر بذات القوة. هُزم بسماتيك الثالث وهرب لفترة وجيزة إلى ممفيس، قبل أن يُسجن في نهاية المطاف، ثم أُعدم لاحقًا في شوشان، عاصمة الملك الفارسي قمبيز، الذي توج آنذاك باللقب الرسمي للفرعون.

## الأسرة
- الأسرة المصرية الحادية والعشرون
- الأسرة المصرية الثانية والعشرون
- الأسرة المصرية الثالثة والعشرون
- الأسرة المصرية الرابعة والعشرون هي مجموعة قصيرة العمر من الفراعنة الذين اتخذوا عاصمتهم في سايس، في غرب الدلتا.
- الأسرة المصرية الخامسة والعشرون نشأت في كوش، في نباتا المدينة الدولة، ثم عزوا وسيطروا على مصر، تحت قيادة پيي (المعروف باسم بعنخي من قبل).